# Amolops wuyiensis
Amolops wuyiensis es una especie de anfibio anuro de la familia Ranidae. Se distribuye por las provincias de Zhejiang, norte de Fujian y este de Anhui, China. Habita en arroyos forestales grandes entre los 100 y los 1300 metros de altitud. Se alimenta de insectos y caracoles. Se reproducen entre mayo y junio. Las hembras ponen alrededor de 600 y 700 huevos.
Es una especie muy común, pero se cree que sus poblaciones están decreciendo debido a la pérdida y degradación de su hábitat natural causado por las actividades humanas.